# Gellértova hora
Gellértova hora (maďarsky Gellért-hegy, německy Blocksberg, latinsky Mons Sancti Gerhardi turecky Gürz Elyas bayiri, též někdy Gellértův vrch) je 235 metrů vysoký kopec na pravém břehu Dunaje v Budapešti. Nápadný je především díky svému strmému svahu směrem k Dunaji a výhledům, pro které je oblíben mezi místními, tak i návštěvníky města.
Citadela na vrcholu je od roku 1987 součástí památky UNESCO s názvem Budapešť, břehy Dunaje, čtvrť Budínského hradu a Andrássyho třída.

## Název
Gellértova hora je pojmenována po Svatém Gellértovi, který se po smrti krále Štěpána nepohodl s jeho zástupci a byl během povstání napaden rozlíceným davem. Gellért byl misionář z dnešní Itálie, kterého sem uherský panovník pozval s cílem vymýtit pohanství.

## Poloha a přírodní poměry
Gellértova hora je součástí I. a XI. budapešťského okrsku. Na vrcholu hory se nachází zmíněná citadela, na úbočí stojí socha Svatého Gellérta a uvnitř kopce je Gellértova jeskyně, která ústí k hotelu Gellért a k Dunaji. U úpatí hory na Gellértově náměstí, poblíž mostu Svobody, se nachází hotel Gellért a Gellértovy lázně.
Kopec odděluje od Budínského hradního vrchu údolí (místní část) Tabán, od Pešti potom řeka Dunaj a na jižní a západní straně pozvolna klesá v okolní krajinu. Sám je součástí městské části stejného názvu. 
Horu tvoří z geologického hlediska velký kus dolomitu; tuto skutečnost (kompaktnost) dokládá také německý název hory Blockberg. Je zde také přítomný vápenec.
Okolo vrcholu se nachází rozsáhlé parky a zahrady s rozlohou celkem 51 ha, které pokrývají svahy kopce.

## Historie

### Nejstarší dějiny

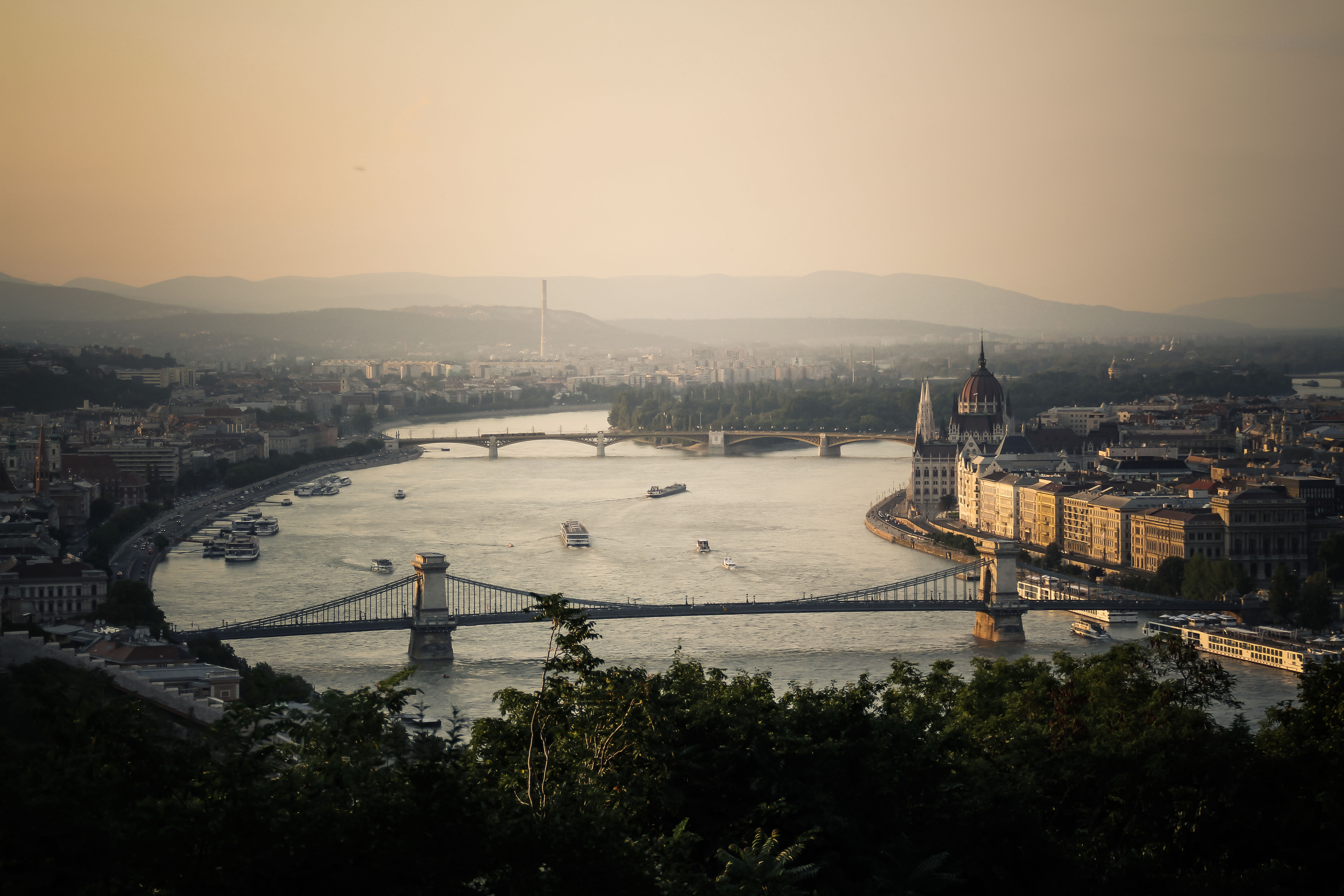
Panoramatický výhled na Budapešť z Gellértovy hory. Řeka Dunaj rozděluje město na Budín a Pešť.

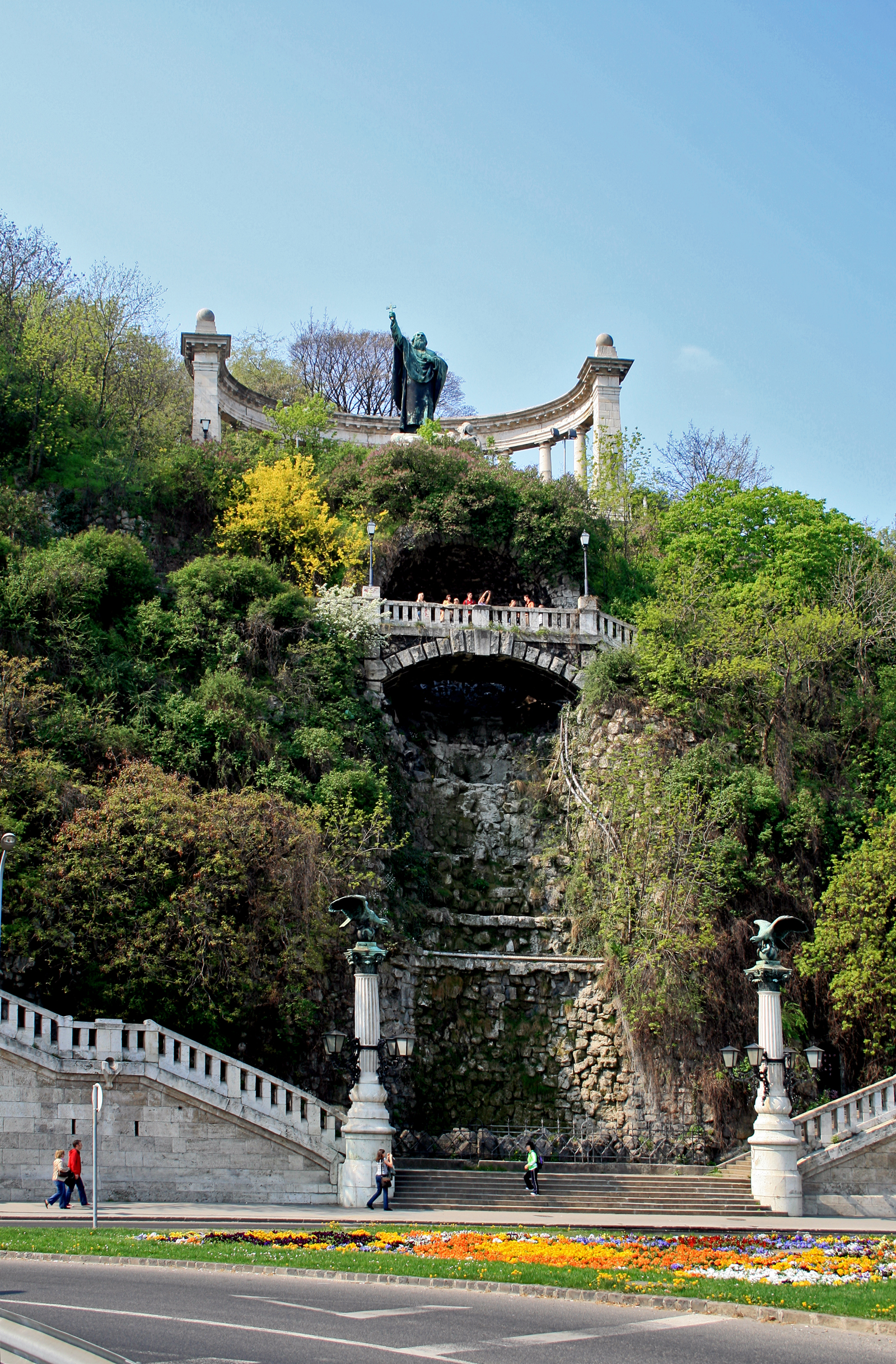
Socha Svatého Gellérta v úbočí hory.

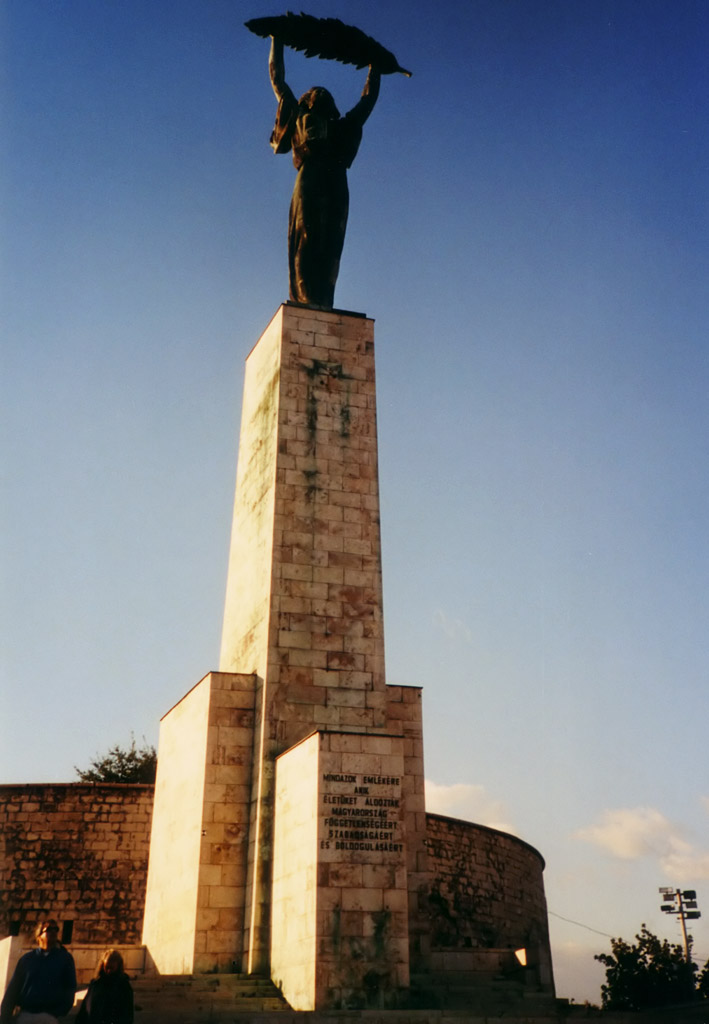
Socha Svobody s Citadelou v pozadí

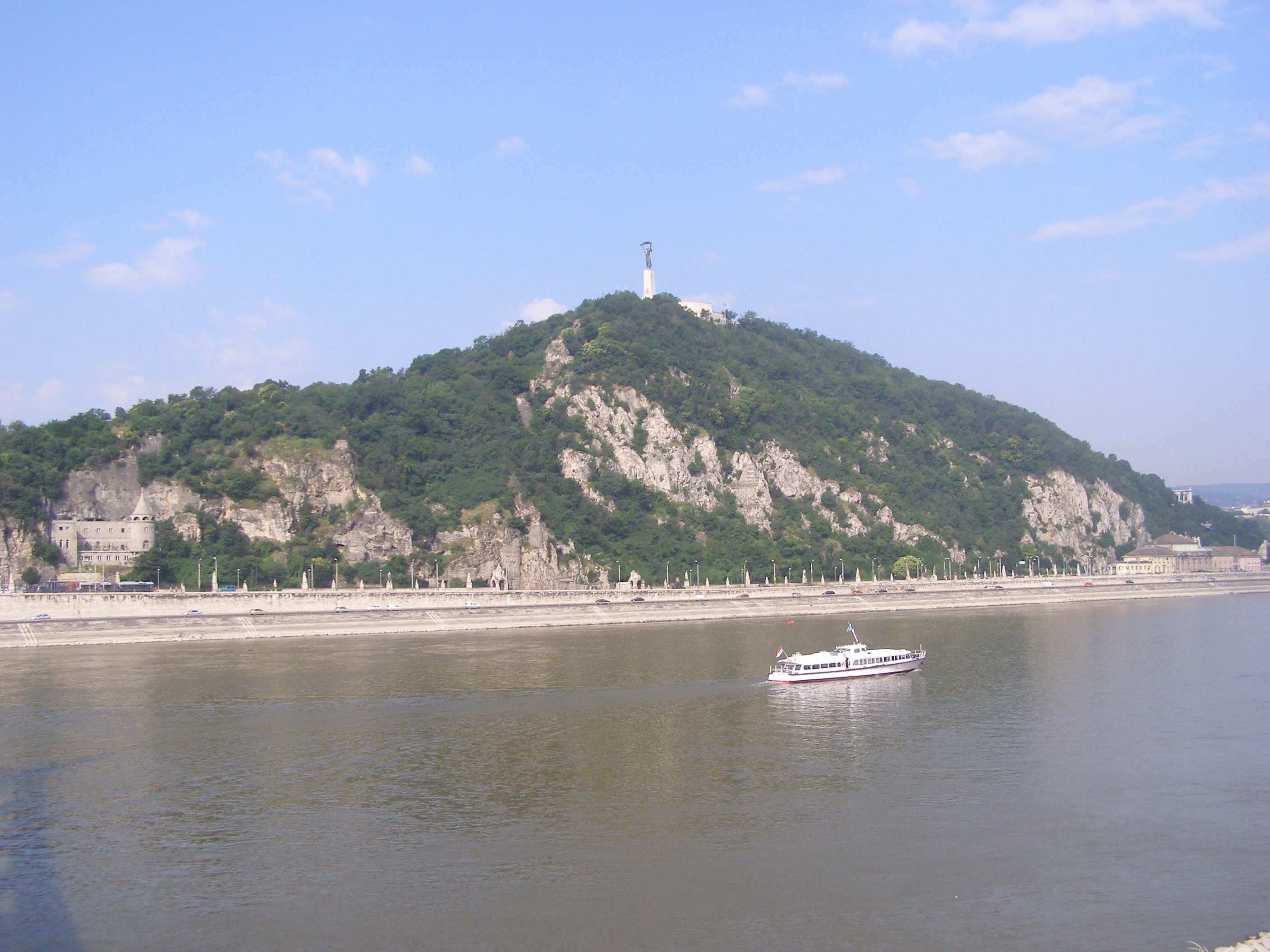
Gellértova hora a Dunaj.

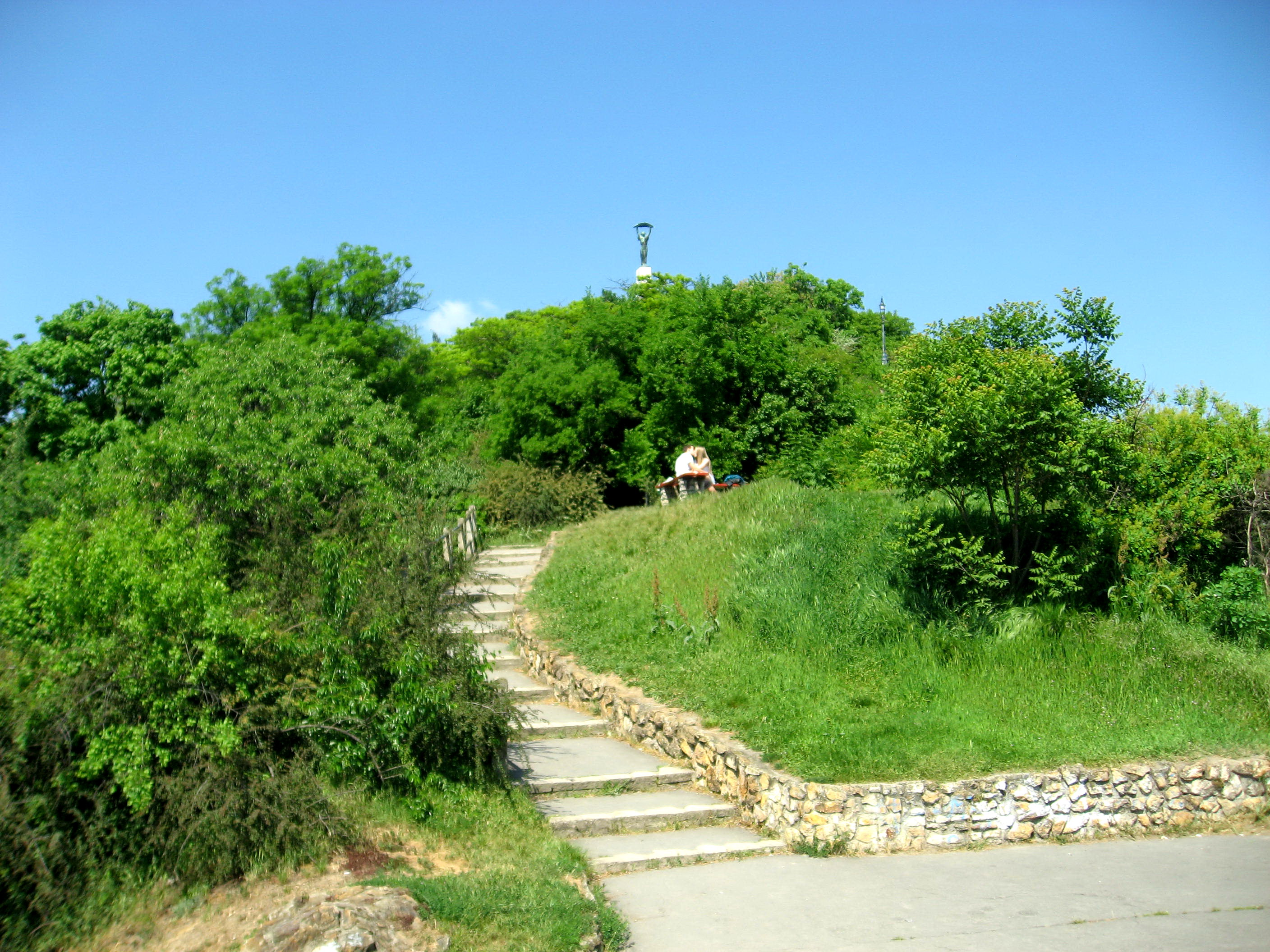
Zalesněné svahy Gellertovy hory.

Ve starověku se na hoře nacházelo oppidum keltského kmene Eravisků. Mezi lety 18–51 založili v sousedství hory římští císaři Tiberius a Vespasián nejdříve dřevěný a poté i kamenný vojenský tábor (castrum). Později v jeho blízkosti (o něco severněji) vzniklo město Aquincum, jehož pozůstatky jsou dnes součástí Budína, části Budapešti na pravém břehu Dunaje. I přesto si hora již od keltských časů uchovala náboženský význam.
V době panování krále Arpáda byl kopec pojmenován Pesti-hegy nebo Kelen-hegy. První slovo nejspíše označovalo jeskyni (slovansky peštera/пещера) a podle něj tak vznikl název nakonec pro město na druhém břehu řeky. Podle jiných zdrojů se jednalo o pec na pálení vápna na vrcholu hory.
Podle legendy v roce 1046 během pohanské vzpoury byl Gellért (nakonec prohlášen za svatého) zatlačen do jeskyně. Přestože je pravdivost této legendy sporná, od 15. století je již doložen současný název hory.

### Turecká okupace a 17. století
Během turecké okupace Uher byl na místě kaple na vrcholu kopce postaven hrad s dřevěným opevněním (palisádou). Na vedutě z roku 1542 je doložena stavba s vlajkou s půlměsícem na vrcholku hory.
Turci na úpatí kopce postavili lázně, neboť si povšimli a využívali místní termální prameny. Turci označovali kopec podle Gürz Eliase, který byl na vrcholu pohřben. Turecký cestovatel Evlija Čelebi, který Uhry navštívil v letech 1660 až 1664, si povšiml z vyprávění, že již tehdy svahy kopce pokrývalo značné množství vinic. Také zaznamenal existenci tureckých lázní (hamamu) v dané lokalitě.
V 17. století se rozšířily zvěsti, že na vrcholu Gellértova vrchu probíhají setkání čarodějnic. Podle legendy se zde o sobotních nocích scházely čarodějnice z celé země a zjevovaly se na hřbetě černého kozla, koštěte nebo kočky. Bylo tomu nejspíše proto, že v místních hustých lesích se občas objevovaly výpary termálních pramenů, což vzbuzovalo přesvědčení, že se zde dějí nadpřirozené jevy.

### 18. a 19. století
V 18. století se na svazích hory nacházely četné vinice. Okrsek Tabán na úpatí hory byl důležitým centrem vinařství Budína. Podle josefinského registru půdy z roku 1789 pokrývaly vinohrady 128 hektarů půdy na hoře (a pouze 7,62 hektaru bylo využíváno jako pastviny). Celý jižní svah hory pokrytý vinicemi ukazuje i budapešťská historická mapa z roku 1793 (Pest-Buda–Óbuda beépített területének várostérképe).
V téže době byla také na vrcholu hory postavena malá kalvárie, která byla později okolo roku 1820 přestavěna. Na Velikonoční pondělí stoupá strmou cestou poutní procesí, aby oslavilo zmrtvýchvstání Krista. Historické mapy z první poloviny 19. století také dokládají, že se zde nacházela hvězdárna. Ta zde byla postavena v letech 1813 až 1815.
Citadela byla zbudována roku 1851, jako symbol habsburské moci proti Maďarům. Dodnes je tak v maďarské společnosti vnímána. Panovaly obavy, že jejím cílem je ostřelovat město v případě další vzpoury proti Habsburkům. Vznik cidately proměnil podobu vrcholu kopce a odstranil pozůstatky po keltském oppidu. Jedním z požadavků Rakousko-uherského vyrovnání byla i demilitarizace a demolice pevnosti.
Na konci 19. století došlo k rozšíření fyloxery (choroby vinné révy), což mělo za následek zánik vinic na svazích kopce. Část vrcholu zarostla lesy a část byla zastavena rozšiřující se Budapeští. Právě v této době totiž byly v blízkosti Gellértova vrchu postaveny další mosty přes Dunaj (Alžbětin most a Most svobody, což novou výstavbu značně urychlilo. Do roku 1903 tak stály na jižním svahu četné vily. Pod kopcem byla také zprovozněna tramvajová trať.

### 20. a 21. století
V roce 1902 byla na vrcholu kopce vztyčena socha Gellérta. Jejím autorem byl György Jankovics.
Parková úprava svahů byla uskutečněna ve 20. letech 20. století. Skalní kaple podle vzoru jeskyně v Lurdách byla dokončena roku 1926. Dřevěný kříž na vrcholu byl následně vztyčen v roce 1936; později po druhé světové válce jej komunisté strhli a zazdili. Nakonec byl po roce 1991 vrácen a roku 2006 vyměněn. Skalní kaple byla během období komunismu zazděna a znovu otevřena roku 1989.
Při 25. výročí osvobození Maďarska Rudou armádou byl v jihozápadní části kopce otevřen tzv. Jubilejní park (maďarsky Jubileumi-park), který zahrnuje i řadu dětských hřišť apod. Od té doby nicméně nikdy nebyl rekonstruován, později byl ale doplněn o růžovou zahradu. Chodníky na svazích kopce byly v roce 2013 v žalsotném stavu; docházelo k odpadávání kusů asfaltu.
V roce 1979 se rozšířila v Budapešti zpráva, že město zasáhne zemětřesení a Gellértova hora při něm vybuchne jako sopka. Ačkoliv se jednalo o falešnou zprávu, informace, kterou měli údajně přinést japonští vědci, dovedla úřady k instalaci seismografu do jeskyně uvnitř kopce.
V 3. dekádě 21. století probíhala renovace citadely. Při té příležitosti má být Socha svobody doplněna o bílý kříž na místě odstraněné sochy sovětského vojáka. Toto vyvolalo širokou diskuzi v celém hlavním městě. Dlouhodobě je diskutována je rovněž i výstavba lanové dráhy. Hradby mají být prolomeny a vzniknou nová schodiště. Vše by mělo být dokončeno v roce 2026.

## Ochrana přírody, fauna a flóra
Gellértova hora byla přidána na seznam chráněných přírodních hodnot národního významu v roce 1997 pod názvem „Přírodní rezervace Gellért-hegy“ a jako taková přešla pod správu Ředitelství národního parku Duna-Ipoly. Chráněné jsou zbytky suťových lesů, především lipovo-jasanových. Mezi stromy, které rostou na úpatí Gellértova vrchu jsou běžné tisy a tůje, mezi listnáči potom javor, dub, jasan, habr, jasan horský, líska a akát a z keřů potom cesmína, ostružiník, divoká růže apod. 

## Pamětihodnosti
- Citadela (maďarsky Citadella) byla postavena po letech 1848–49, kdy došlo k Maďarské revoluci proti vládnoucím Habsburkům, jako opevnění proti sousednímu Hradnímu vrchu. Během druhé světové války se tu usadila německá armáda, která citadelu značně zdevastovala. Dnes se v jejích základech nachází malé vojenské muzeum.

- Před citadelou stojí socha Svobody (maďarsky Szabadság-szobor). Autorem 14 metrů vysoké sochy bohyně Níké je sochař Zsigmond Kisfaludi Strobl. Socha byla odhalena v roce 1947 na počest vítězství Rudé armády nad fašistickým Maďarskem ve druhé světové válce.[13] U nohou ženské postavy, vysoko držící palmovou ratolest, jsou dvě další sochy. První symbolizuje alegorii pokroku, druhá boj se zlem.

- Gellértova jeskyně vznikla rozšiřováním puklin, které vytvořily prameny teplé vody (ty, které se používají i v řadě budapešťských lázní). Uměle je zde rozšířená jeskyně sv. Jana, kde se nachází kaple řádu paulánů a kostel Panny Marie. V blízkosti potom stojí paulánský klášter (maďarsky Pálos kolostor).

## Výhled
Z Gellértovy hory se nabízí panoramatický výhled na všechny světové strany – směrem na západ, kde je mj. i Orlí vrch (vrch vysoký 257 m n. m.), který byl klíčovým bodem pro obranu německo-maďarských vojsk na jaře 1945, když jejich opevněné pozice umístěné právě na vrchu Gellért a Budínském vrchu ostřelovala vojska Rudé armády. Dále se pohled otevírá i na Budínský hrad, katedrálu, Rybářské bašty a další městské části Budína, na východ pak na Pešť i na mosty přes Dunaj a jeho ostrovy jak na severu, tak na jihu (Markétin ostrov a Csepel).
Na svazích Gellértovy hory, především na východní straně, se nachází řada dalších menších vyhlídek které nabízí pohled na Pešť a řeku Dunaj.

## Zajímavosti
- Trigonometrický bod Gellérthegy je základním bodem pro jednu ze souřadnicových soustav v Cassini-Soldnerově kartografickém zobrazení pro mapování Stabilního katastru pro území Uher (a tedy i Slovenska).
- Chráněná oblast napájí svými termálními prameny tři sousední léčebné lázně. Luxusnější Gellért a dvoje turecké lázně Rudas a Rác.
- Terasa opevnění citadely z 19. století umožňuje daleký panoramatický rozhled po celém městě.

## Turistika
Gellértův vrch patří k velmi navštěvovaným místům Budapešti, především díky citadele a zajímavým výhledům. Nachází se zde restaurace a řada stánků se suvenýry pro turisty. Před citadelou se nachází parkoviště pro zájezdní autobusy.

## Doprava
Vrchol je dostupný městskou dopravou; metrem (stanice Szent Gellért tér – Műegyetem) a tramvajemi. Vrchol hory je dostupný i automobilovou dopravou, vede na něj ulice Szirtes út.